# Pierre-Hector Coullié
Pierre-Hector Coullié, né à Paris le 14 mars 1829 et mort à Lyon le 11 septembre 1912, est un homme d'Église français, cardinal et archevêque de Lyon.

## Biographie
Né en 1829, Pierre-Hector Coullié devient l'élève de l'abbé Félix Dupanloup à Paris. Il est ordonné prêtre en 1854.
Vicaire général de Paris, il est nommé en 1867 chanoine honoraire du chapitre de Nancy par Joseph-Alfred Foulon. Le 23 août 1876, il devient coadjuteur de l'évêque d'Orléans avec droit de succession.
Chanoine d'honneur du chapitre de Nancy, le 11 octobre 1878, à la mort de Félix Dupanloup, il prend immédiatement comme titulaire l'administration du diocèse d'Orléans. L'une de ses premières préoccupations est de continuer les tentatives de son prédécesseur en faveur de la canonisation de Jeanne d'Arc.
En juin 1893, il est nommé archevêque de Lyon. En 1894, il proteste contre la loi sur la comptabilité des fabriques et est déféré pour abus devant le Conseil d'État. Le 16 juin 1896, il consacre la basilique de Fourvière.
En raison de l'antisémitisme du Congrès de la Démocratie chrétienne tenu à Lyon en 1896, il proteste et met en garde son clergé contre ces activités. L'an suivant, le Congrès ne présente aucune trace d'antisémitisme et reçoit le soutien du clergé. Face aux réactions à son encontre sur le rôle de la politique et l'autorité de l'épiscopat, il déclare dans Le Nouvelliste que chaque journal est libre de répondre aux questions politiques.
Nommé cardinal en 1897 par le pape Léon XIII, en janvier 1904, il signe la Lettre des cardinaux au Président de la République sur la loi des associations.
En 1906, il réussit à faire nommer Louis Déchelette comme évêque auxiliaire, qui était son vicaire général. Malgré son âge avancé, il continue d'écrire de nombreuses lettres sur des sujets sociétaux. Il obtient du pape Pie X que la communion se fasse dès l'âge de raison au lieu de douze ans. Il privilégie la discussion et la conciliation, mais condamne les pensées antisémites. Il meurt à Lyon en 1912

## Succession apostolique
Pierre-Hector Coullié a ordonné les évêques suivants :
- Évêque Louis-Victor-Émile Bougaud (1888)
- Évêque François-Narcisse Baptifolier (1889)
- Archevêque François Hautin (1890)
- Évêque Auguste-Léopold Laroche (1893)
- Évêque Paul Pellet, S.M.A. (1895)
- Évêque Pierre-Joseph Geay (1896)
- Évêque Pierre Jean Broyer, S.M. (1896)
- Évêque Maximilian Albert (de), S.M.A. (1901)
- Évêque Bernard Thomas Edward Clark (en), O.F.M.Cap. (1902)
- Évêque Louis-Jean Dechelette (1906)
- Évêque Ignace Hummel, S.M.A. (1906)
- Évêque François Steinmetz, S.M.A. (1906)
- Archevêque Pierre Chatelus (fi) (1910)

## Armes
De gueules, à un buste de saint Nicolas d'or nimbé du même et accosté des lettres S.N. d'argent; au chef cousu d'azur, à l'étendard de Jeanne-d'Arc, sur lequel on remarque le Père Éternel accosté de deux anges agenouillés et les mots Jésus Maria.

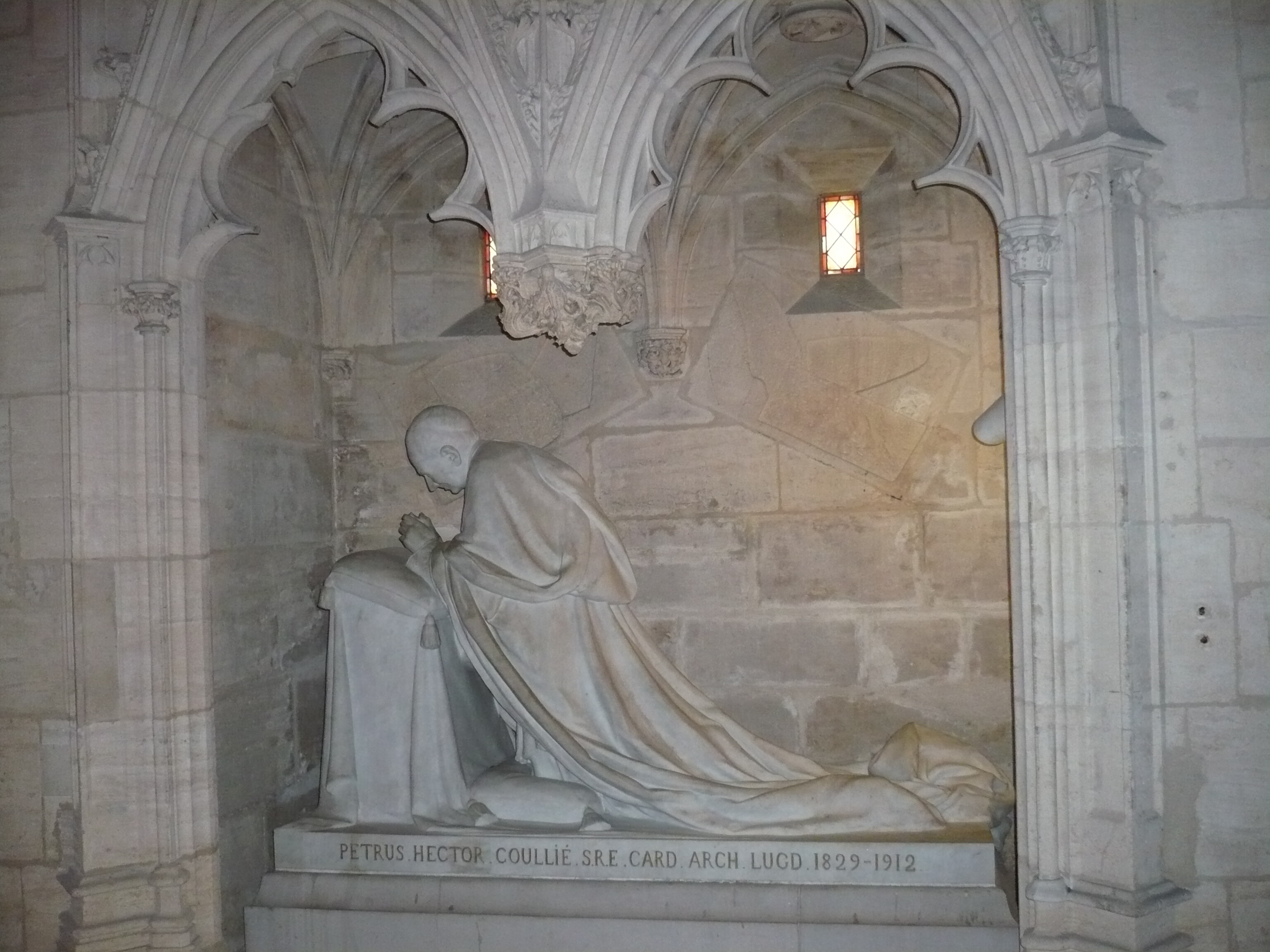
Monument funéraire de Pierre-Hector Coullié, dans la primatiale Saint-Jean de Lyon